# Elettaria brachycalyx
Elettaria brachycalyx är en enhjärtbladig växtart som beskrevs av S.Sakai och Hidetoshi Nagamasu. Elettaria brachycalyx ingår i släktet Elettaria och familjen Zingiberaceae. Inga underarter finns listade i Catalogue of Life.